# Championship League 2024 (2)
Die BetVictor Championship League 2024 war das erste Turnier der Snooker-Saison 2024/25 der World Snooker Tour. Es wurde in drei Gruppenrunden verteilt auf vier Wochen vom 10. Juni bis 3. Juli ausgetragen. Die Mattioli Arena (vormals Morningside Arena) von Leicester war zum vierten Mal Austragungsort des Saisonauftakts.
Titelverteidiger Shaun Murphy schied in Gruppe C der Zwischenrunde aufgrund der schlechteren Framedifferenz aus.
Jackson Page erreichte zum ersten Mal in seiner Karriere das Finale eines Weltranglistenturniers, verlor jedoch mit 1:3 gegen Ali Carter, der das sechste Weltranglistenturnier seiner Karriere gewann.

## Hintergrund und Modus
Zum fünften Mal wechselten die beiden Formate der Championship League als Einladungs- und als Weltranglistenturnier ab. Nach der ersten Ausgabe im ersten Quartal des Kalenderjahrs mit ausgewählten Spielern traten ab 10. Juni alle Profis im Kampf um Wertungspunkte an.
Dieses Turnier ist ein dreistufiges Rundenturnier mit einem abschließenden Finalmatch. Die 128 Teilnehmer wurden nach ihrer Weltranglistenplatzierung in Vierergruppen aufgeteilt, je ein Spieler aus den Top 32, einer von Platz 33 bis 64 usw. Jede Gruppe spielt im Modus Jeder gegen jeden einen Sieger aus. Die 32 Sieger werden danach wieder in acht Vierergruppen aufgeteilt, die im selben Modus acht Sieger ermitteln. Am Finaltag gibt es noch einmal zwei Vierergruppen, deren Sieger in einem abschließenden Finalmatch um den Turniersieg spielen.

### Preisgeld
Das Preisgeld richtet sich ausschließlich nach der erreichten Platzierung, Zusatzprämien für gewonnene Frames wie im traditionellen Format der Championship League gibt es nicht. Die Prämien waren 2024 dieselben wie in den Jahren zuvor. Insgesamt wurden 328.000 £ ausgeschüttet.
| Auftaktrunde  | Preisgeld |
| ------------- | --------- |
| Gruppensieger | 3.000 £   |
| Platz 2       | 2.000 £   |
| Platz 3       | 1.000 £   |

| Zwischenrunde | Preisgeld |
| ------------- | --------- |
| Gruppensieger | 4.000 £   |
| Platz 2       | 3.000 £   |
| Platz 3       | 2.000 £   |
| Platz 4       | 1.000 £   |

| Finalgruppe | Preisgeld |
| ----------- | --------- |
| Platz 1     | 6.000 £   |
| Platz 2     | 4.000 £   |
| Platz 3     | 2.000 £   |
| Platz 4     | 1.000 £   |

| Endspiel              | Preisgeld |
| --------------------- | --------- |
| Turniersieger         | 20.000 £  |
| Unterlegener Finalist | 10.000 £  |

## Turnier

### Auftaktrunde
Die Auftaktrunde wurde in 32 Gruppen zu je 4 Spielern ausgetragen. Sie fand in den 3 Wochen vom 10. bis 29. Juni (sonntags war spielfrei) statt. Je 2 Gruppen wurden pro Tag parallel ausgetragen. Weltmeister Kyren Wilson spielte in Gruppe 1, der an 2 gesetzte Ronnie O’Sullivan in Gruppe 2. Sie waren die einzigen beiden Teilnehmer der Top 6 der Weltrangliste, Mark Allen, Judd Trump und wie bereits im Vorjahr Luca Brecel und Mark Selby hatten sich nicht für das Turnier angemeldet.
Alle Gruppenspiele wurden im Modus Best of 4 ausgetragen.
Gruppe 1
Die Spiele der ersten Gruppe fanden am 20. Juni statt. Der neu gekrönte Weltmeister Kyren Wilson schied mit 2 Unentschieden aus. Besser machte es Scott Donaldson, der 2 Mal gewann und sich die Teilnahme an Runde 2 sicherte.
| Pos. | Spieler           | Partien | Partien | Partien | Frames | Frames | Frames | Höchstes Break | Punkte |
| Pos. | Spieler           | G       | U       | V       | G      | V      | ±      | Höchstes Break | Punkte |
| ---- | ----------------- | ------- | ------- | ------- | ------ | ------ | ------ | -------------- | ------ |
| 1    | Scott Donaldson   | 2       | 1       | 0       | 8      | 3      | +5     | 101            | 7      |
| 2    | Kyren Wilson      | 1       | 2       | 0       | 7      | 4      | +3     | 126            | 5      |
| 3    | Daniel Womersley  | 1       | 1       | 1       | 6      | 5      | +1     | 54             | 4      |
| 4    | Baipat Siripaporn | 0       | 0       | 3       | 0      | 9      | −9     | 26             | 0      |

Einzelergebnisse
| Spiel | Spieler 1         | Ergebnis | Spieler 2         |
| ----- | ----------------- | -------- | ----------------- |
| 1     | Kyren Wilson      | 2:2      | Daniel Womersley  |
| 2     | Scott Donaldson   | 03:03    | Baipat Siripaporn |
| 3     | Scott Donaldson   | 13:13    | Daniel Womersley  |
| 4     | Kyren Wilson      | 03:03    | Baipat Siripaporn |
| 5     | Baipat Siripaporn | 30:30    | Daniel Womersley  |
| 6     | Kyren Wilson      | 2:2      | Scott Donaldson   |

Gruppe 2
Die Spiele der zweiten Gruppe fanden am 25. Juni statt. Die Nummer 2 des Turniers, Ronnie O’Sullivan, schied überraschend aus. Mitchell Mann hatte nach dem Unentschieden gegen ihn beste Chancen, vergab aber gegen dan Amateur Kayden Brierley. So kam He Guoqiang weiter, der im letzten Spiel gegen O’Sullivan alles gab und 3:0 gewann.
| Pos. | Spieler           | Partien | Partien | Partien | Frames | Frames | Frames | Höchstes Break | Punkte |
| Pos. | Spieler           | G       | U       | V       | G      | V      | ±      | Höchstes Break | Punkte |
| ---- | ----------------- | ------- | ------- | ------- | ------ | ------ | ------ | -------------- | ------ |
| 1    | He Guoqiang       | 2       | 0       | 1       | 7      | 3      | +4     | 80             | 6      |
| 2    | Mitchell Mann     | 1       | 2       | 0       | 7      | 5      | +2     | 93             | 5      |
| 3    | Ronnie O’Sullivan | 1       | 1       | 1       | 5      | 5      | ±0     | 88             | 4      |
| 4    | Kayden Brierley   | 0       | 1       | 2       | 2      | 8      | −6     | 55             | 1      |

Einzelergebnisse
| Spiel | Spieler 1         | Ergebnis | Spieler 2       |
| ----- | ----------------- | -------- | --------------- |
| 1     | Ronnie O’Sullivan | 03:03    | Kayden Brierley |
| 2     | He Guoqiang       | 31:31    | Mitchell Mann   |
| 3     | He Guoqiang       | 03:03    | Kayden Brierley |
| 4     | Ronnie O’Sullivan | 2:2      | Mitchell Mann   |
| 5     | Mitchell Mann     | 2:2      | Kayden Brierley |
| 6     | Ronnie O’Sullivan | 30:30    | He Guoqiang     |

Gruppe 3
Die Spiele der dritten Gruppe fanden am 27. Juni statt. Titelverteidiger Shaun Murphy hatte überhaupt kein Problem sich durchzusetzen. Wie alle Gruppensieger mit 9 Punkten konnte auch er einen Frameverlust nicht vermeiden.
| Pos. | Spieler          | Partien | Partien | Partien | Frames | Frames | Frames | Höchstes Break | Punkte |
| Pos. | Spieler          | G       | U       | V       | G      | V      | ±      | Höchstes Break | Punkte |
| ---- | ---------------- | ------- | ------- | ------- | ------ | ------ | ------ | -------------- | ------ |
| 1    | Shaun Murphy     | 3       | 0       | 0       | 9      | 1      | +8     | 100            | 9      |
| 2    | Steven Hallworth | 2       | 0       | 1       | 6      | 4      | +2     | 68             | 6      |
| 3    | Tian Pengfei     | 1       | 0       | 2       | 4      | 6      | −2     | 94             | 3      |
| 4    | Reanne Evans     | 0       | 0       | 3       | 1      | 9      | −8     | 46             | 0      |

Einzelergebnisse
| Spiel | Spieler 1    | Ergebnis | Spieler 2        |
| ----- | ------------ | -------- | ---------------- |
| 1     | Shaun Murphy | 03:03    | Steven Hallworth |
| 2     | Tian Pengfei | 03:03    | Reanne Evans     |
| 3     | Tian Pengfei | 31:31    | Steven Hallworth |
| 4     | Shaun Murphy | 13:13    | Reanne Evans     |
| 5     | Reanne Evans | 30:30    | Steven Hallworth |
| 6     | Shaun Murphy | 03:03    | Tian Pengfei     |

Gruppe 4
Die Spiele der vierten Gruppe fanden am 11. Juni statt. Überraschend waren am Ende Favorit Mark Williams und Amateur Connor Benzey nach Punkten gleichauf. Dass Williams nach ihrem Unentschieden zum Auftakt die anderen beiden Spiele zu Null gewann, während Benzey 2 Frames abgab, entschied für den Waliser.
| Pos. | Spieler        | Partien | Partien | Partien | Frames | Frames | Frames | Höchstes Break | Punkte |
| Pos. | Spieler        | G       | U       | V       | G      | V      | ±      | Höchstes Break | Punkte |
| ---- | -------------- | ------- | ------- | ------- | ------ | ------ | ------ | -------------- | ------ |
| 1    | Mark Williams  | 2       | 1       | 0       | 8      | 2      | +6     | 115            | 7      |
| 2    | Connor Benzey  | 2       | 1       | 0       | 8      | 4      | +4     | 67             | 7      |
| 3    | David Grace    | 1       | 0       | 2       | 4      | 7      | −3     | 50             | 3      |
| 4    | Fergal Quinn 4 | 0       | 0       | 3       | 2      | 9      | −7     | 75             | 0      |

Einzelergebnisse
| Spiel | Spieler 1     | Ergebnis | Spieler 2     |
| ----- | ------------- | -------- | ------------- |
| 1     | Mark Williams | 2:2      | Connor Benzey |
| 2     | David Grace   | 13:13    | Fergal Quinn  |
| 3     | David Grace   | 31:31    | Connor Benzey |
| 4     | Mark Williams | 03:03    | Fergal Quinn  |
| 5     | Fergal Quinn  | 31:31    | Connor Benzey |
| 6     | Mark Williams | 03:03    | David Grace   |

Gruppe 5
Die Spiele der fünften Gruppe fanden am 26. Juni statt. Ein Unentschieden zum Auftakt brachte Ali Carter in Zugzwang, im Entscheidungsspiel gegen Xing Zihao holte er aber den notwendigen Sieg.
| Pos. | Spieler           | Partien | Partien | Partien | Frames | Frames | Frames | Höchstes Break | Punkte |
| Pos. | Spieler           | G       | U       | V       | G      | V      | ±      | Höchstes Break | Punkte |
| ---- | ----------------- | ------- | ------- | ------- | ------ | ------ | ------ | -------------- | ------ |
| 1    | Ali Carter        | 2       | 1       | 0       | 8      | 4      | +4     | 87             | 7      |
| 2    | Xing Zihao        | 2       | 0       | 1       | 7      | 4      | +3     | 127            | 6      |
| 3    | Joshua Thomond    | 1       | 1       | 1       | 6      | 6      | ±0     | 64             | 4      |
| 4    | Kreishh Gurbaxani | 0       | 0       | 3       | 2      | 9      | −7     | 64             | 0      |

Einzelergebnisse
| Spiel | Spieler 1         | Ergebnis | Spieler 2         |
| ----- | ----------------- | -------- | ----------------- |
| 1     | Ali Carter        | 2:2      | Joshua Thomond    |
| 2     | Xing Zihao        | 03:03    | Kreishh Gurbaxani |
| 3     | Xing Zihao        | 13:13    | Joshua Thomond    |
| 4     | Ali Carter        | 13:13    | Kreishh Gurbaxani |
| 5     | Kreishh Gurbaxani | 31:31    | Joshua Thomond    |
| 6     | Ali Carter        | 13:13    | Xing Zihao        |

Gruppe 6
Die Spiele der sechsten Gruppe fanden am 24. Juni statt. Nach 2 Pflichtsiegen konnte sich Gary Wilson zum Abschluss ein Unentschieden leisten, um seiner Favoritenrolle gerecht zu werden und in Runde 2 einzuziehen.
| Pos. | Spieler      | Partien | Partien | Partien | Frames | Frames | Frames | Höchstes Break | Punkte |
| Pos. | Spieler      | G       | U       | V       | G      | V      | ±      | Höchstes Break | Punkte |
| ---- | ------------ | ------- | ------- | ------- | ------ | ------ | ------ | -------------- | ------ |
| 1    | Gary Wilson  | 2       | 1       | 0       | 8      | 3      | +5     | 97             | 7      |
| 2    | Joe Perry    | 1       | 2       | 0       | 7      | 5      | +2     | 95             | 5      |
| 3    | Michael Holt | 1       | 1       | 1       | 6      | 6      | ±0     | 90             | 4      |
| 4    | Huang Jiahao | 0       | 0       | 3       | 2      | 9      | −7     | 119            | 0      |

Einzelergebnisse
| Spiel | Spieler 1    | Ergebnis | Spieler 2    |
| ----- | ------------ | -------- | ------------ |
| 1     | Gary Wilson  | 03:03    | Huang Jiahao |
| 2     | Joe Perry    | 2:2      | Michael Holt |
| 3     | Joe Perry    | 13:13    | Huang Jiahao |
| 4     | Gary Wilson  | 13:13    | Michael Holt |
| 5     | Michael Holt | 13:13    | Huang Jiahao |
| 6     | Gary Wilson  | 2:2      | Joe Perry    |

Gruppe 7
Die Spiele der siebten Gruppe fanden am 17. Juni statt. Favorit Tom Ford musste während der Runde aufgeben und wurde aus der Wertung gestrichen. Die übrigen Spieler schlugen sich reihum, so wurde Robbie McGuigan in seinem ersten Turnier als Profi Erster, weil er seinen Sieg als Einziger mit 3:0 holte.
| Pos. | Spieler         | Partien    | Partien    | Partien    | Frames     | Frames     | Frames     | Höchstes Break | Punkte     |
| Pos. | Spieler         | G          | U          | V          | G          | V          | ±          | Höchstes Break | Punkte     |
| ---- | --------------- | ---------- | ---------- | ---------- | ---------- | ---------- | ---------- | -------------- | ---------- |
| 1    | Robbie McGuigan | 1          | 0          | 1          | 4          | 3          | +1         | 46             | 3          |
| 2    | Barry Pinches   | 1          | 0          | 1          | 4          | 4          | ±0         | 84             | 3          |
| 3    | Sanderson Lam   | 1          | 0          | 1          | 3          | 4          | −1         | 89             | 3          |
| –    | Tom Ford        | aufgegeben | aufgegeben | aufgegeben | aufgegeben | aufgegeben | aufgegeben | aufgegeben     | aufgegeben |

Einzelergebnisse
| Spiel | Spieler 1       | Ergebnis | Spieler 2       |
| ----- | --------------- | -------- | --------------- |
| 1     | Sanderson Lam   | 30:30    | Robbie McGuigan |
| 2     | Sanderson Lam   | 13:13    | Barry Pinches   |
| 3     | Robbie McGuigan | 31:31    | Barry Pinches   |

Gruppe 8
Die Spiele der achten Gruppe fanden am 17. Juni statt. In der knappsten aller Entscheidungen setzte sich Favorit Jak Jones durch. Er war gleichauf mit dem Nordiren Jordan Brown und ihr abschließendes Aufeinandertreffen endete 2:2. Brown holte den letzten Punkt mit einem Break von 87 Punkten, Jones hatte ein Break von 88 Punkten vorzuweisen.
| Pos. | Spieler         | Partien | Partien | Partien | Frames | Frames | Frames | Höchstes Break | Punkte |
| Pos. | Spieler         | G       | U       | V       | G      | V      | ±      | Höchstes Break | Punkte |
| ---- | --------------- | ------- | ------- | ------- | ------ | ------ | ------ | -------------- | ------ |
| 1    | Jak Jones       | 1       | 2       | 0       | 7      | 5      | +2     | 88             | 5      |
| 2    | Jordan Brown    | 1       | 2       | 0       | 7      | 5      | +2     | 87             | 5      |
| 3    | Antoni Kowalski | 0       | 3       | 0       | 6      | 6      | ±0     | 93             | 3      |
| 4    | Bulcsú Révész   | 0       | 1       | 2       | 4      | 8      | −4     | 76             | 1      |

Einzelergebnisse
| Spiel | Spieler 1     | Ergebnis | Spieler 2       |
| ----- | ------------- | -------- | --------------- |
| 1     | Jak Jones     | 2:2      | Antoni Kowalski |
| 2     | Jordan Brown  | 13:13    | Bulcsú Révész   |
| 3     | Jordan Brown  | 2:2      | Antoni Kowalski |
| 4     | Jak Jones     | 13:13    | Bulcsú Révész   |
| 5     | Bulcsú Révész | 2:2      | Antoni Kowalski |
| 6     | Jak Jones     | 2:2      | Jordan Brown    |

Gruppe 9
Die Spiele der neunten Gruppe fanden am 24. Juni statt. Das 3:0 von Ben Mertens über John Higgins war die Überraschung der Gruppe. Mertens verpasste es zwar, selbst davon zu profitieren, aber es kostete den favorisierten Schotten den Gruppensieg. Im Spitzenduell mit Ma Hailong genügte dem Chinesen ein 2:2 für Platz 1 und den Einzug in Runde 2.
| Pos. | Spieler         | Partien | Partien | Partien | Frames | Frames | Frames | Höchstes Break | Punkte |
| Pos. | Spieler         | G       | U       | V       | G      | V      | ±      | Höchstes Break | Punkte |
| ---- | --------------- | ------- | ------- | ------- | ------ | ------ | ------ | -------------- | ------ |
| 1    | Ma Hailong      | 1       | 2       | 0       | 7      | 4      | +3     | 111            | 5      |
| 2    | Ben Mertens     | 1       | 1       | 1       | 5      | 5      | ±0     | 86             | 4      |
| 3    | John Higgins    | 1       | 1       | 1       | 5      | 5      | ±0     | 120            | 4      |
| 4    | Artemijs Žižins | 1       | 0       | 2       | 3      | 6      | −3     | 78             | 3      |

Einzelergebnisse
| Spiel | Spieler 1    | Ergebnis | Spieler 2       |
| ----- | ------------ | -------- | --------------- |
| 1     | John Higgins | 03:03    | Artemijs Žižins |
| 2     | Ma Hailong   | 2:2      | Ben Mertens     |
| 3     | Ma Hailong   | 03:03    | Artemijs Žižins |
| 4     | John Higgins | 30:30    | Ben Mertens     |
| 5     | Ben Mertens  | 30:30    | Artemijs Žižins |
| 6     | John Higgins | 2:2      | Ma Hailong      |

Gruppe 10
Die Spiele der zehnten Gruppe fanden am 14. Juni statt. Der Favorit Robert Milkins wurde sieglos Letzter, aber auch der zweite Top-64-Spieler Jackson Page tat sich schwer, und nur weil er ein höheres Break erzielt hatte als Andrew Higginson, kam er eine Runde weiter.
| Pos. | Spieler          | Partien | Partien | Partien | Frames | Frames | Frames | Höchstes Break | Punkte |
| Pos. | Spieler          | G       | U       | V       | G      | V      | ±      | Höchstes Break | Punkte |
| ---- | ---------------- | ------- | ------- | ------- | ------ | ------ | ------ | -------------- | ------ |
| 1    | Jackson Page     | 1       | 2       | 0       | 7      | 5      | +2     | 127            | 5      |
| 2    | Andrew Higginson | 1       | 2       | 0       | 7      | 5      | +2     | 121            | 5      |
| 3    | Iulian Boiko     | 0       | 2       | 1       | 5      | 7      | −2     | 107            | 2      |
| 4    | Robert Milkins   | 0       | 2       | 1       | 5      | 7      | −2     | 89             | 2      |

Einzelergebnisse
| Spiel | Spieler 1        | Ergebnis | Spieler 2        |
| ----- | ---------------- | -------- | ---------------- |
| 1     | Robert Milkins   | 2:2      | Iulian Boiko     |
| 2     | Jackson Page     | 2:2      | Andrew Higginson |
| 3     | Jackson Page     | 2:2      | Iulian Boiko     |
| 4     | Robert Milkins   | 2:2      | Andrew Higginson |
| 5     | Andrew Higginson | 13:13    | Iulian Boiko     |
| 6     | Robert Milkins   | 31:31    | Jackson Page     |

Gruppe 11
Die Spiele der 11. Gruppe fanden am 10. Juni statt. Mit 2 klaren Siegen und 1 Unentschieden setzte sich Favorit Ryan Day durch.
| Pos. | Spieler     | Partien | Partien | Partien | Frames | Frames | Frames | Höchstes Break | Punkte |
| Pos. | Spieler     | G       | U       | V       | G      | V      | ±      | Höchstes Break | Punkte |
| ---- | ----------- | ------- | ------- | ------- | ------ | ------ | ------ | -------------- | ------ |
| 1    | Ryan Day    | 2       | 1       | 0       | 8      | 2      | +6     | 125            | 7      |
| 2    | Liam Davies | 1       | 1       | 1       | 5      | 6      | −1     | 95             | 4      |
| 3    | Hammad Miah | 0       | 3       | 0       | 6      | 6      | ±0     | 52             | 3      |
| 4    | Marco Fu    | 0       | 1       | 2       | 3      | 8      | −5     | 64             | 1      |

Einzelergebnisse
| Spiel | Spieler 1   | Ergebnis | Spieler 2   |
| ----- | ----------- | -------- | ----------- |
| 1     | Ryan Day    | 03:03    | Liam Davies |
| 2     | Marco Fu    | 2:2      | Hammad Miah |
| 3     | Marco Fu    | 31:31    | Liam Davies |
| 4     | Ryan Day    | 2:2      | Hammad Miah |
| 5     | Hammad Miah | 2:2      | Liam Davies |
| 6     | Ryan Day    | 03:03    | Marco Fu    |

Gruppe 12
Die Spiele der 12. Gruppe fanden am 25. Juni statt. Wie schon einige Favoriten vor ihm brachte sich Jack Lisowski mit 2 Siegen in die bessere Ausgangsposition, so dass ihm am Ende ein Unentschieden gegen den stärksten Konkurrenten Mark Davis genügte.
| Pos. | Spieler       | Partien | Partien | Partien | Frames | Frames | Frames | Höchstes Break | Punkte |
| Pos. | Spieler       | G       | U       | V       | G      | V      | ±      | Höchstes Break | Punkte |
| ---- | ------------- | ------- | ------- | ------- | ------ | ------ | ------ | -------------- | ------ |
| 1    | Jack Lisowski | 2       | 1       | 0       | 8      | 3      | +5     | 138            | 7      |
| 2    | Mark Davis    | 1       | 2       | 0       | 7      | 5      | +2     | 89             | 5      |
| 3    | Jiang Jun     | 0       | 2       | 1       | 5      | 7      | −2     | 60             | 2      |
| 4    | Anton Kazakov | 0       | 1       | 2       | 3      | 8      | −5     | 38             | 1      |

Einzelergebnisse
| Spiel | Spieler 1     | Ergebnis | Spieler 2     |
| ----- | ------------- | -------- | ------------- |
| 1     | Jack Lisowski | 03:03    | Anton Kazakov |
| 2     | Mark Davis    | 2:2      | Jiang Jun     |
| 3     | Mark Davis    | 13:13    | Anton Kazakov |
| 4     | Jack Lisowski | 13:13    | Jiang Jun     |
| 5     | Jiang Jun     | 2:2      | Anton Kazakov |
| 6     | Jack Lisowski | 2:2      | Mark Davis    |

Gruppe 13
Die Spiele der 13. Gruppe fanden am 21. Juni statt. Zum wiederholten Mal setzte sich der Favorit ohne Punktverlust durch, ohne einen Frameverlust blieb aber auch Si Jiahui nicht.
| Pos. | Spieler         | Partien | Partien | Partien | Frames | Frames | Frames | Höchstes Break | Punkte |
| Pos. | Spieler         | G       | U       | V       | G      | V      | ±      | Höchstes Break | Punkte |
| ---- | --------------- | ------- | ------- | ------- | ------ | ------ | ------ | -------------- | ------ |
| 1    | Si Jiahui       | 3       | 0       | 0       | 9      | 1      | +8     | 82             | 9      |
| 2    | Peter Lines 13  | 2       | 0       | 1       | 6      | 5      | +1     | 110            | 6      |
| 3    | Zak Surety      | 1       | 0       | 2       | 4      | 7      | −3     | 48             | 3      |
| 4    | Jimmy Robertson | 0       | 0       | 3       | 3      | 9      | −6     | 49             | 0      |

Einzelergebnisse
| Spiel | Spieler 1       | Ergebnis | Spieler 2       |
| ----- | --------------- | -------- | --------------- |
| 1     | Si Jiahui       | 03:03    | Peter Lines     |
| 2     | Jimmy Robertson | 31:31    | Zak Surety      |
| 3     | Jimmy Robertson | 31:31    | Peter Lines     |
| 4     | Si Jiahui       | 03:03    | Zak Surety      |
| 5     | Zak Surety      | 31:31    | Peter Lines     |
| 6     | Si Jiahui       | 13:13    | Jimmy Robertson |

Gruppe 14
Die Spiele der 14. Gruppe fanden am 20. Juni statt. Nur einen Frame gab Hossein Vafaei ab und setzte sich damit als Topspieler der Gruppe zweifelsfrei durch.
| Pos. | Spieler                | Partien | Partien | Partien | Frames | Frames | Frames | Höchstes Break | Punkte |
| Pos. | Spieler                | G       | U       | V       | G      | V      | ±      | Höchstes Break | Punkte |
| ---- | ---------------------- | ------- | ------- | ------- | ------ | ------ | ------ | -------------- | ------ |
| 1    | Hossein Vafaei         | 3       | 0       | 0       | 9      | 1      | +8     | 89             | 9      |
| 2    | Louis Heathcote        | 1       | 1       | 1       | 5      | 6      | −1     | 74             | 4      |
| 3    | Josh Mulholland        | 1       | 0       | 2       | 4      | 6      | −2     | 51             | 3      |
| 4    | Manasawin Phetmalaikul | 0       | 1       | 2       | 3      | 8      | −5     | 80             | 1      |

Einzelergebnisse
| Spiel | Spieler 1              | Ergebnis | Spieler 2              |
| ----- | ---------------------- | -------- | ---------------------- |
| 1     | Hossein Vafaei         | 03:03    | Josh Mulholland        |
| 2     | Louis Heathcote        | 2:2      | Manasawin Phetmalaikul |
| 3     | Louis Heathcote        | 13:13    | Josh Mulholland        |
| 4     | Hossein Vafaei         | 13:13    | Manasawin Phetmalaikul |
| 5     | Manasawin Phetmalaikul | 30:30    | Josh Mulholland        |
| 6     | Hossein Vafaei         | 03:03    | Louis Heathcote        |

Gruppe 15
Die Spiele der 15. Gruppe fanden am 27. Juni statt. Zum ersten Mal überhaupt gab es in einer Gruppe der Championship League nur Unentschieden. Trotzdem holte Favorit David Gilbert Platz 1, aber nur, weil er im letzten Frame zum 2:2 gegen Xu Si das höchste Break seines größten Konkurrenten um 5 Punkte übertraf.
| Pos. | Spieler       | Partien | Partien | Partien | Frames | Frames | Frames | Höchstes Break | Punkte |
| Pos. | Spieler       | G       | U       | V       | G      | V      | ±      | Höchstes Break | Punkte |
| ---- | ------------- | ------- | ------- | ------- | ------ | ------ | ------ | -------------- | ------ |
| 1    | David Gilbert | 0       | 3       | 0       | 6      | 6      | ±0     | 136            | 3      |
| 2    | Xu Si         | 0       | 3       | 0       | 6      | 6      | ±0     | 131            | 3      |
| 3    | Duane Jones   | 0       | 3       | 0       | 6      | 6      | ±0     | 130            | 3      |
| 4    | Andrew Pagett | 0       | 3       | 0       | 6      | 6      | ±0     | 100            | 3      |

Einzelergebnisse
| Spiel | Spieler 1     | Ergebnis | Spieler 2     |
| ----- | ------------- | -------- | ------------- |
| 1     | David Gilbert | 2:2      | Duane Jones   |
| 2     | Xu Si         | 2:2      | Andrew Pagett |
| 3     | Xu Si         | 2:2      | Duane Jones   |
| 4     | David Gilbert | 2:2      | Andrew Pagett |
| 5     | Andrew Pagett | 2:2      | Duane Jones   |
| 6     | David Gilbert | 2:2      | Xu Si         |

Gruppe 16
Die Spiele der 16. Gruppe fanden am 26. Juni statt. Mit einem Unentschieden und einer Niederlage hatte sich Favorit Zhou Yuelong schon um alle Chancen gebracht. Auch das letzte Spiel verlor er gegen Fan Zhengyi, der dadurch den Einzug in Runde 2 perfekt machte.
| Pos. | Spieler        | Partien | Partien | Partien | Frames | Frames | Frames | Höchstes Break | Punkte |
| Pos. | Spieler        | G       | U       | V       | G      | V      | ±      | Höchstes Break | Punkte |
| ---- | -------------- | ------- | ------- | ------- | ------ | ------ | ------ | -------------- | ------ |
| 1    | Fan Zhengyi    | 2       | 1       | 0       | 8      | 2      | +6     | 121            | 7      |
| 2    | Alfie Burden   | 2       | 0       | 1       | 6      | 4      | +2     | 65             | 6      |
| 3    | Mink Nutcharut | 0       | 2       | 1       | 4      | 7      | −3     | 48             | 2      |
| 4    | Zhou Yuelong   | 0       | 1       | 2       | 3      | 8      | −5     | 107            | 1      |

Einzelergebnisse
| Spiel | Spieler 1    | Ergebnis | Spieler 2      |
| ----- | ------------ | -------- | -------------- |
| 1     | Zhou Yuelong | 2:2      | Mink Nutcharut |
| 2     | Fan Zhengyi  | 03:03    | Alfie Burden   |
| 3     | Fan Zhengyi  | 2:2      | Mink Nutcharut |
| 4     | Zhou Yuelong | 31:31    | Alfie Burden   |
| 5     | Alfie Burden | 03:03    | Mink Nutcharut |
| 6     | Zhou Yuelong | 30:30    | Fan Zhengyi    |

Gruppe 17
Die Spiele der 17. Gruppe fanden am 11. Juni statt. Favorit Chris Wakelin konnte sich zum Abschluss ein Unentschieden gegen den stärksten Konkurrenten leisten und ungefährdet in die zweite Runde einziehen.
| Pos. | Spieler        | Partien | Partien | Partien | Frames | Frames | Frames | Höchstes Break | Punkte |
| Pos. | Spieler        | G       | U       | V       | G      | V      | ±      | Höchstes Break | Punkte |
| ---- | -------------- | ------- | ------- | ------- | ------ | ------ | ------ | -------------- | ------ |
| 1    | Chris Wakelin  | 2       | 1       | 0       | 8      | 2      | +6     | 84             | 7      |
| 2    | Ian Burns      | 1       | 2       | 0       | 7      | 4      | +3     | 116            | 5      |
| 3    | Rory McLeod 17 | 0       | 2       | 1       | 4      | 7      | −3     | 98             | 2      |
| 4    | Liam Pullen    | 0       | 1       | 2       | 2      | 8      | −6     | 104            | 1      |

Einzelergebnisse
| Spiel | Spieler 1     | Ergebnis | Spieler 2   |
| ----- | ------------- | -------- | ----------- |
| 1     | Chris Wakelin | 03:03    | Rory McLeod |
| 2     | Ian Burns     | 03:03    | Liam Pullen |
| 3     | Ian Burns     | 2:2      | Rory McLeod |
| 4     | Chris Wakelin | 03:03    | Liam Pullen |
| 5     | Liam Pullen   | 2:2      | Rory McLeod |
| 6     | Chris Wakelin | 2:2      | Ian Burns   |

Gruppe 18
Die Spiele der 18. Gruppe fanden am 21. Juni statt. Amateur Hamim Hussain überraschte mit einem Unentschieden zu Beginn gegen den Favoriten Stuart Bingham und blieb auch danach ungeschlagen. Mit 2 Siegen setzte sich aber am Ende Bingham durch.
| Pos. | Spieler           | Partien | Partien | Partien | Frames | Frames | Frames | Höchstes Break | Punkte |
| Pos. | Spieler           | G       | U       | V       | G      | V      | ±      | Höchstes Break | Punkte |
| ---- | ----------------- | ------- | ------- | ------- | ------ | ------ | ------ | -------------- | ------ |
| 1    | Stuart Bingham    | 2       | 1       | 0       | 8      | 3      | +5     | 110            | 7      |
| 2    | Hamim Hussain     | 1       | 2       | 0       | 7      | 4      | +3     | 108            | 5      |
| 3    | Anthony Hamilton  | 1       | 1       | 1       | 6      | 5      | +1     | 71             | 4      |
| 4    | Ahmed Aly Elsayed | 0       | 0       | 3       | 0      | 9      | −9     | 34             | 0      |

Einzelergebnisse
| Spiel | Spieler 1         | Ergebnis | Spieler 2         |
| ----- | ----------------- | -------- | ----------------- |
| 1     | Stuart Bingham    | 2:2      | Hamim Hussain     |
| 2     | Anthony Hamilton  | 03:03    | Ahmed Aly Elsayed |
| 3     | Anthony Hamilton  | 2:2      | Hamim Hussain     |
| 4     | Stuart Bingham    | 03:03    | Ahmed Aly Elsayed |
| 5     | Ahmed Aly Elsayed | 30:30    | Hamim Hussain     |
| 6     | Stuart Bingham    | 13:13    | Anthony Hamilton  |

Gruppe 19
Die Spiele der 19. Gruppe fanden am 22. Juni statt. Nach der Absage von Noppon Saengkham war Long Zehuang der bestplatzierte Spieler der Gruppe mit 2 Amateuren und einem Tourrückkehrer. Der Chinese hatte keine Probleme, sich mit 3 Siegen durchzusetzen.
| Pos. | Spieler          | Partien | Partien | Partien | Frames | Frames | Frames | Höchstes Break | Punkte |
| Pos. | Spieler          | G       | U       | V       | G      | V      | ±      | Höchstes Break | Punkte |
| ---- | ---------------- | ------- | ------- | ------- | ------ | ------ | ------ | -------------- | ------ |
| 1    | Long Zehuang     | 3       | 0       | 0       | 9      | 3      | +6     | 98             | 9      |
| 2    | Alfie Davies     | 1       | 1       | 1       | 6      | 6      | ±0     | 50             | 4      |
| 3    | Lei Peifan       | 1       | 0       | 2       | 5      | 6      | −1     | 57             | 3      |
| 4    | Jamie O’Neill 19 | 0       | 1       | 2       | 3      | 8      | −5     | 74             | 1      |

Einzelergebnisse
| Spiel | Spieler 1     | Ergebnis | Spieler 2    |
| ----- | ------------- | -------- | ------------ |
| 1     | Jamie O’Neill | 2:2      | Alfie Davies |
| 2     | Long Zehuang  | 13:13    | Lei Peifan   |
| 3     | Long Zehuang  | 13:13    | Alfie Davies |
| 4     | Jamie O’Neill | 30:30    | Lei Peifan   |
| 5     | Lei Peifan    | 31:31    | Alfie Davies |
| 6     | Jamie O’Neill | 31:31    | Long Zehuang |

Gruppe 20
Die Spiele der 20. Gruppe fanden am 22. Juni statt. Nachdem Favorit Pang Junxu sein Auftaktspiel nicht gewinnen konnte, genügte Stuart Carrington ein Unentschieden gegen Pang zum Gruppensieg.
| Pos. | Spieler           | Partien | Partien | Partien | Frames | Frames | Frames | Höchstes Break | Punkte |
| Pos. | Spieler           | G       | U       | V       | G      | V      | ±      | Höchstes Break | Punkte |
| ---- | ----------------- | ------- | ------- | ------- | ------ | ------ | ------ | -------------- | ------ |
| 1    | Stuart Carrington | 2       | 1       | 0       | 8      | 3      | +5     | 107            | 7      |
| 2    | Pang Junxu        | 1       | 2       | 0       | 7      | 5      | +2     | 84             | 5      |
| 3    | Gong Chenzhi      | 1       | 0       | 2       | 5      | 7      | −2     | 128            | 3      |
| 4    | Gerard Greene     | 0       | 1       | 2       | 3      | 8      | −5     | 44             | 1      |

Einzelergebnisse
| Spiel | Spieler 1         | Ergebnis | Spieler 2         |
| ----- | ----------------- | -------- | ----------------- |
| 1     | Pang Junxu        | 2:2      | Gerard Greene     |
| 2     | Stuart Carrington | 13:13    | Gong Chenzhi      |
| 3     | Stuart Carrington | 03:03    | Gerard Greene     |
| 4     | Pang Junxu        | 13:13    | Gong Chenzhi      |
| 5     | Gong Chenzhi      | 13:13    | Gerard Greene     |
| 6     | Pang Junxu        | 2:2      | Stuart Carrington |

Gruppe 21
Die Spiele der 21. Gruppe fanden am 10. Juni statt. Ungeschlagen mit einem Unentschieden zum Auftakt Amateur Zack Richardson setzte sich Favorit Neil Robertson durch.
| Pos. | Spieler         | Partien | Partien | Partien | Frames | Frames | Frames | Höchstes Break | Punkte |
| Pos. | Spieler         | G       | U       | V       | G      | V      | ±      | Höchstes Break | Punkte |
| ---- | --------------- | ------- | ------- | ------- | ------ | ------ | ------ | -------------- | ------ |
| 1    | Neil Robertson  | 2       | 1       | 0       | 8      | 3      | +5     | 93             | 7      |
| 2    | Cheung Ka Wai   | 1       | 1       | 1       | 5      | 5      | ±0     | 107            | 4      |
| 3    | Jamie Clarke    | 1       | 1       | 1       | 6      | 6      | ±0     | 90             | 4      |
| 4    | Zack Richardson | 0       | 1       | 2       | 3      | 8      | −5     | 90             | 1      |

Einzelergebnisse
| Spiel | Spieler 1      | Ergebnis | Spieler 2       |
| ----- | -------------- | -------- | --------------- |
| 1     | Neil Robertson | 2:2      | Zack Richardson |
| 2     | Jamie Clarke   | 2:2      | Cheung Ka Wai   |
| 3     | Jamie Clarke   | 13:13    | Zack Richardson |
| 4     | Neil Robertson | 03:03    | Cheung Ka Wai   |
| 5     | Cheung Ka Wai  | 03:03    | Zack Richardson |
| 6     | Neil Robertson | 13:13    | Jamie Clarke    |

Gruppe 22
Die Spiele der 22. Gruppe fanden am 13. Juni statt. Punkt- und framegleich trafen die beiden Favoriten im letzten Spiel aufeinander und sie trennten sich 2:2. Damit trat der seltene Fall ein, dass das höhere beste Break entscheiden musste. Joe O’Connor hatte im direkten Duell gegen Aaron Hill ein 130-Punkte-Break gespielt – bis dahin das höchste Turnierbreak – und hatte sich damit den Einzug in Runde 2 erspielt.
| Pos. | Spieler            | Partien | Partien | Partien | Frames | Frames | Frames | Höchstes Break | Punkte |
| Pos. | Spieler            | G       | U       | V       | G      | V      | ±      | Höchstes Break | Punkte |
| ---- | ------------------ | ------- | ------- | ------- | ------ | ------ | ------ | -------------- | ------ |
| 1    | Joe O’Connor       | 1       | 2       | 0       | 7      | 5      | +2     | 130            | 5      |
| 2    | Aaron Hill         | 1       | 2       | 0       | 7      | 5      | +2     | 74             | 5      |
| 3    | Harvey Chandler 22 | 0       | 3       | 0       | 6      | 6      | ±0     | 68             | 3      |
| 4    | Oliver Lines       | 0       | 1       | 2       | 4      | 8      | −4     | 99             | 1      |

Einzelergebnisse
| Spiel | Spieler 1    | Ergebnis | Spieler 2       |
| ----- | ------------ | -------- | --------------- |
| 1     | Joe O’Connor | 2:2      | Harvey Chandler |
| 2     | Aaron Hill   | 13:13    | Oliver Lines    |
| 3     | Aaron Hill   | 2:2      | Harvey Chandler |
| 4     | Joe O’Connor | 13:13    | Oliver Lines    |
| 5     | Oliver Lines | 2:2      | Harvey Chandler |
| 6     | Joe O’Connor | 2:2      | Aaron Hill      |

Gruppe 23
Die Spiele der 23. Gruppe fanden am 13. Juni statt. Favorit Stephen Maguire verlor sein Auftaktspiel, Michael White gewann dagegen seine ersten beiden Partien zu Null. Damit genügte dem Waliser ein Unentschieden im abschließenden Duell, um als Gruppensieger weiterzuziehen.
| Pos. | Spieler         | Partien | Partien | Partien | Frames | Frames | Frames | Höchstes Break | Punkte |
| Pos. | Spieler         | G       | U       | V       | G      | V      | ±      | Höchstes Break | Punkte |
| ---- | --------------- | ------- | ------- | ------- | ------ | ------ | ------ | -------------- | ------ |
| 1    | Michael White   | 2       | 1       | 0       | 8      | 2      | +6     | 122            | 7      |
| 2    | Ryan Davies     | 2       | 0       | 1       | 6      | 4      | +2     | 76             | 6      |
| 3    | Stephen Maguire | 1       | 1       | 1       | 5      | 6      | −1     | 111            | 4      |
| 4    | Dean Young      | 0       | 0       | 3       | 2      | 9      | −7     | 63             | 0      |

Einzelergebnisse
| Spiel | Spieler 1       | Ergebnis | Spieler 2     |
| ----- | --------------- | -------- | ------------- |
| 1     | Stephen Maguire | 30:30    | Ryan Davies   |
| 2     | Michael White   | 03:03    | Dean Young    |
| 3     | Michael White   | 03:03    | Ryan Davies   |
| 4     | Stephen Maguire | 13:13    | Dean Young    |
| 5     | Dean Young      | 31:31    | Ryan Davies   |
| 6     | Stephen Maguire | 2:2      | Michael White |

Gruppe 24
Die Spiele der 24. Gruppe fanden am 18. Juni statt. Durch einen Sieg über den favorisierten Ricky Walden im Gruppenendspiel sicherte sich Martin O’Donnell unerwartet den Einzug in Runde 2.
| Pos. | Spieler          | Partien | Partien | Partien | Frames | Frames | Frames | Höchstes Break | Punkte |
| Pos. | Spieler          | G       | U       | V       | G      | V      | ±      | Höchstes Break | Punkte |
| ---- | ---------------- | ------- | ------- | ------- | ------ | ------ | ------ | -------------- | ------ |
| 1    | Martin O’Donnell | 2       | 1       | 0       | 8      | 4      | +4     | 94             | 7      |
| 2    | Ricky Walden     | 2       | 0       | 1       | 7      | 4      | +3     | 121            | 6      |
| 3    | Rory Thor        | 0       | 2       | 1       | 5      | 7      | −2     | 113            | 2      |
| 4    | Umut Dikme       | 0       | 1       | 2       | 3      | 8      | −5     | 91             | 1      |

Einzelergebnisse
| Spiel | Spieler 1        | Ergebnis | Spieler 2        |
| ----- | ---------------- | -------- | ---------------- |
| 1     | Ricky Walden     | 03:03    | Umut Dikme       |
| 2     | Martin O’Donnell | 2:2      | Rory Thor        |
| 3     | Martin O’Donnell | 13:13    | Umut Dikme       |
| 4     | Ricky Walden     | 13:13    | Rory Thor        |
| 5     | Rory Thor        | 2:2      | Umut Dikme       |
| 6     | Ricky Walden     | 31:31    | Martin O’Donnell |

Gruppe 25
Die Spiele der 25. Gruppe fanden am 12. Juni statt. Am dritten Turniertag setzten sich erstmals nicht die Favoriten durch. Durch einen Sieg im letzten Spiel sicherte sich Routinier Matthew Stevens gegen Robbie Williams das Weiterkommen.
| Pos. | Spieler         | Partien | Partien | Partien | Frames | Frames | Frames | Höchstes Break | Punkte |
| Pos. | Spieler         | G       | U       | V       | G      | V      | ±      | Höchstes Break | Punkte |
| ---- | --------------- | ------- | ------- | ------- | ------ | ------ | ------ | -------------- | ------ |
| 1    | Matthew Stevens | 2       | 1       | 0       | 8      | 3      | +5     | 97             | 7      |
| 2    | Farakh Ajaib    | 1       | 1       | 1       | 5      | 5      | ±0     | 93             | 4      |
| 3    | Robbie Williams | 1       | 0       | 2       | 4      | 6      | −2     | 129            | 3      |
| 4    | Haydon Pinhey   | 1       | 0       | 2       | 3      | 6      | −3     | 65             | 3      |

Einzelergebnisse
| Spiel | Spieler 1       | Ergebnis | Spieler 2       |
| ----- | --------------- | -------- | --------------- |
| 1     | Robbie Williams | 30:30    | Farakh Ajaib    |
| 2     | Matthew Stevens | 03:03    | Haydon Pinhey   |
| 3     | Matthew Stevens | 2:2      | Farakh Ajaib    |
| 4     | Robbie Williams | 03:03    | Haydon Pinhey   |
| 5     | Haydon Pinhey   | 03:03    | Farakh Ajaib    |
| 6     | Robbie Williams | 31:31    | Matthew Stevens |

Gruppe 26
Die Spiele der 26. Gruppe fanden am 19. Juni statt. Nachdem fast alle Partien unentschieden endeten, setzte sich Außenseiter Alexander Ursenbacher mit dem einzigen Sieg über Amateur Florian Nüßle durch und erreichte die nächste Runde.
| Pos. | Spieler               | Partien | Partien | Partien | Frames | Frames | Frames | Höchstes Break | Punkte |
| Pos. | Spieler               | G       | U       | V       | G      | V      | ±      | Höchstes Break | Punkte |
| ---- | --------------------- | ------- | ------- | ------- | ------ | ------ | ------ | -------------- | ------ |
| 1    | Alexander Ursenbacher | 1       | 2       | 0       | 7      | 4      | +3     | 121            | 5      |
| 2    | Matthew Selt          | 0       | 3       | 0       | 6      | 6      | ±0     | 119            | 3      |
| 3    | Graeme Dott           | 0       | 3       | 0       | 6      | 6      | ±0     | 106            | 3      |
| 4    | Florian Nüßle         | 0       | 2       | 1       | 4      | 7      | −3     | 87             | 2      |

Einzelergebnisse
| Spiel | Spieler 1             | Ergebnis | Spieler 2             |
| ----- | --------------------- | -------- | --------------------- |
| 1     | Matthew Selt          | 2:2      | Florian Nüßle         |
| 2     | Graeme Dott           | 2:2      | Alexander Ursenbacher |
| 3     | Graeme Dott           | 2:2      | Florian Nüßle         |
| 4     | Matthew Selt          | 2:2      | Alexander Ursenbacher |
| 5     | Alexander Ursenbacher | 03:03    | Florian Nüßle         |
| 6     | Matthew Selt          | 2:2      | Graeme Dott           |

Gruppe 27
Die Spiele der 27. Gruppe fanden am 19. Juni statt. David Lilley gewann die Gruppe souverän und gab sich auch gegen den besser platzierten Yuan Sijun keine Blöße.
| Pos. | Spieler       | Partien | Partien | Partien | Frames | Frames | Frames | Höchstes Break | Punkte |
| Pos. | Spieler       | G       | U       | V       | G      | V      | ±      | Höchstes Break | Punkte |
| ---- | ------------- | ------- | ------- | ------- | ------ | ------ | ------ | -------------- | ------ |
| 1    | David Lilley  | 3       | 0       | 0       | 9      | 1      | +8     | 85             | 9      |
| 2    | Yuan Sijun    | 1       | 1       | 1       | 6      | 5      | +1     | 132            | 4      |
| 3    | Liam Graham   | 0       | 2       | 1       | 4      | 7      | −3     | 80             | 2      |
| 4    | Paul Deaville | 0       | 1       | 2       | 2      | 8      | −6     | 58             | 1      |

Einzelergebnisse
| Spiel | Spieler 1    | Ergebnis | Spieler 2     |
| ----- | ------------ | -------- | ------------- |
| 1     | Yuan Sijun   | 03:03    | Paul Deaville |
| 2     | David Lilley | 03:03    | Liam Graham   |
| 3     | David Lilley | 03:03    | Paul Deaville |
| 4     | Yuan Sijun   | 2:2      | Liam Graham   |
| 5     | Liam Graham  | 2:2      | Paul Deaville |
| 6     | Yuan Sijun   | 31:31    | David Lilley  |

Gruppe 28
Die Spiele der 28. Gruppe fanden am 18. Juni statt. Mit Wu Yize setzte sich der Favorit klar mit 3 Siegen durch.
| Pos. | Spieler       | Partien | Partien | Partien | Frames | Frames | Frames | Höchstes Break | Punkte |
| Pos. | Spieler       | G       | U       | V       | G      | V      | ±      | Höchstes Break | Punkte |
| ---- | ------------- | ------- | ------- | ------- | ------ | ------ | ------ | -------------- | ------ |
| 1    | Wu Yize       | 3       | 0       | 0       | 9      | 3      | +6     | 142            | 9      |
| 2    | Ross Muir     | 1       | 1       | 1       | 6      | 6      | ±0     | 80             | 4      |
| 3    | Allan Taylor  | 1       | 0       | 2       | 5      | 6      | −1     | 79             | 3      |
| 4    | Joshua Cooper | 0       | 1       | 2       | 3      | 8      | −5     | 75             | 1      |

Einzelergebnisse
| Spiel | Spieler 1    | Ergebnis | Spieler 2     |
| ----- | ------------ | -------- | ------------- |
| 1     | Wu Yize      | 13:13    | Joshua Cooper |
| 2     | Ross Muir    | 13:13    | Allan Taylor  |
| 3     | Ross Muir    | 2:2      | Joshua Cooper |
| 4     | Wu Yize      | 13:13    | Allan Taylor  |
| 5     | Allan Taylor | 03:03    | Joshua Cooper |
| 6     | Wu Yize      | 13:13    | Ross Muir     |

Gruppe 29
Die Spiele der 29. Gruppe fanden am 15. Juni statt. Favorit Dominic Dale verlor das entscheidende dritte Spiel gegen Ben Woollaston. Der Engländer zog damit in die zweite Runde ein.
| Pos. | Spieler        | Partien | Partien | Partien | Frames | Frames | Frames | Höchstes Break | Punkte |
| Pos. | Spieler        | G       | U       | V       | G      | V      | ±      | Höchstes Break | Punkte |
| ---- | -------------- | ------- | ------- | ------- | ------ | ------ | ------ | -------------- | ------ |
| 1    | Ben Woollaston | 2       | 1       | 0       | 8      | 3      | +5     | 76             | 7      |
| 2    | Stan Moody     | 1       | 2       | 0       | 7      | 5      | +2     | 73             | 5      |
| 3    | Dominic Dale   | 1       | 1       | 1       | 6      | 6      | ±0     | 89             | 4      |
| 4    | Dylan Emery    | 0       | 0       | 3       | 2      | 9      | −7     | 57             | 0      |

Einzelergebnisse
| Spiel | Spieler 1      | Ergebnis | Spieler 2      |
| ----- | -------------- | -------- | -------------- |
| 1     | Dominic Dale   | 13:13    | Dylan Emery    |
| 2     | Ben Woollaston | 2:2      | Stan Moody     |
| 3     | Ben Woollaston | 03:03    | Dylan Emery    |
| 4     | Dominic Dale   | 2:2      | Stan Moody     |
| 5     | Stan Moody     | 13:13    | Dylan Emery    |
| 6     | Dominic Dale   | 31:31    | Ben Woollaston |

Gruppe 30
Die Spiele der 30. Gruppe fanden am 15. Juni statt. Nur weil Ishpreet Singh Chadha seine Chance nicht nutzte, kam Jamie Jones als bestplatzierter Spieler der Gruppe trotz eines Unentschiedens zum Abschluss zum Gruppensieg.
| Pos. | Spieler               | Partien | Partien | Partien | Frames | Frames | Frames | Höchstes Break | Punkte |
| Pos. | Spieler               | G       | U       | V       | G      | V      | ±      | Höchstes Break | Punkte |
| ---- | --------------------- | ------- | ------- | ------- | ------ | ------ | ------ | -------------- | ------ |
| 1    | Jamie Jones           | 1       | 2       | 0       | 7      | 4      | +3     | 124            | 5      |
| 2    | Ishpreet Singh Chadha | 1       | 2       | 0       | 7      | 5      | +2     | 137            | 5      |
| 3    | Chris Totten          | 1       | 1       | 1       | 5      | 6      | −1     | 132            | 4      |
| 4    | Liu Hongyu            | 0       | 1       | 2       | 4      | 8      | −4     | 68             | 1      |

Einzelergebnisse
| Spiel | Spieler 1             | Ergebnis | Spieler 2             |
| ----- | --------------------- | -------- | --------------------- |
| 1     | Jamie Jones           | 03:03    | Chris Totten          |
| 2     | Liu Hongyu            | 31:31    | Ishpreet Singh Chadha |
| 3     | Liu Hongyu            | 31:31    | Chris Totten          |
| 4     | Jamie Jones           | 2:2      | Ishpreet Singh Chadha |
| 5     | Ishpreet Singh Chadha | 2:2      | Chris Totten          |
| 6     | Jamie Jones           | 2:2      | Liu Hongyu            |

Gruppe 31
Die Spiele der 31. Gruppe fanden am 12. Juni statt. Ashley Carty und Elliot Slessor waren zweimal siegreich und das direkte Duell am Ende gab den Ausschlag. Mit einem klaren 3:0 stürzte Carty den Favoriten Slessor und kam weiter.
| Pos. | Spieler         | Partien | Partien | Partien | Frames | Frames | Frames | Höchstes Break | Punkte |
| Pos. | Spieler         | G       | U       | V       | G      | V      | ±      | Höchstes Break | Punkte |
| ---- | --------------- | ------- | ------- | ------- | ------ | ------ | ------ | -------------- | ------ |
| 1    | Ashley Carty    | 3       | 0       | 0       | 9      | 1      | +8     | 81             | 9      |
| 2    | Elliot Slessor  | 2       | 0       | 1       | 6      | 3      | +3     | 106            | 6      |
| 3    | Simon Blackwell | 0       | 1       | 2       | 3      | 8      | −5     | 78             | 1      |
| 4    | Mostafa Dorgham | 0       | 1       | 2       | 2      | 8      | −6     | 28             | 1      |

Einzelergebnisse
| Spiel | Spieler 1       | Ergebnis | Spieler 2       |
| ----- | --------------- | -------- | --------------- |
| 1     | Elliot Slessor  | 03:03    | Simon Blackwell |
| 2     | Ashley Carty    | 03:03    | Mostafa Dorgham |
| 3     | Ashley Carty    | 13:13    | Simon Blackwell |
| 4     | Elliot Slessor  | 03:03    | Mostafa Dorgham |
| 5     | Mostafa Dorgham | 2:2      | Simon Blackwell |
| 6     | Elliot Slessor  | 30:30    | Ashley Carty    |

Gruppe 32
Die Spiele der 32. Gruppe fanden am 14. Juni statt. Favorit Thepchaiya Un-Nooh legte 2 Siege vor und brauchte seinen Gruppensieg am Ende nur noch mit einem Unentschieden absichern.
| Pos. | Spieler            | Partien | Partien | Partien | Frames | Frames | Frames | Höchstes Break | Punkte |
| Pos. | Spieler            | G       | U       | V       | G      | V      | ±      | Höchstes Break | Punkte |
| ---- | ------------------ | ------- | ------- | ------- | ------ | ------ | ------ | -------------- | ------ |
| 1    | Thepchaiya Un-Nooh | 2       | 1       | 0       | 8      | 3      | +5     | 106            | 7      |
| 2    | Daniel Wells       | 1       | 2       | 0       | 7      | 5      | +2     | 138            | 5      |
| 3    | Mark Joyce         | 1       | 0       | 2       | 5      | 6      | −1     | 107            | 3      |
| 4    | Julien Leclercq    | 0       | 1       | 2       | 2      | 8      | −6     | 116            | 1      |

Einzelergebnisse
| Spiel | Spieler 1          | Ergebnis | Spieler 2       |
| ----- | ------------------ | -------- | --------------- |
| 1     | Thepchaiya Un-Nooh | 13:13    | Mark Joyce      |
| 2     | Daniel Wells       | 2:2      | Julien Leclercq |
| 3     | Daniel Wells       | 13:13    | Mark Joyce      |
| 4     | Thepchaiya Un-Nooh | 03:03    | Julien Leclercq |
| 5     | Julien Leclercq    | 30:30    | Mark Joyce      |
| 6     | Thepchaiya Un-Nooh | 2:2      | Daniel Wells    |

### Zwischenrunde
Die 32 Gruppensieger der Auftaktrunde wurden in 8 Gruppen aufgeteilt. Im Modus Jeder gegen jeden wurden 8 Gruppensieger ermittelt, die dann das Finale austrugen. Die Spiele fanden vom 28. Juni bis 2. Juli statt, an jedem Tag wurden 2 Gruppen entschieden.
Alle Gruppenspiele wurden im Modus Best of 4 ausgetragen.
Gruppe A
Die Spiele der Gruppe A fanden am 29. Juni statt. Der favorisierte Chris Wakelin blieb ohne Punkt. Scott Donaldson holte in seiner letzten Partie gegen Fan Zhengyi den letzten fehlenden Punkt und kam damit zum ersten Mal in seiner Karriere unter die Letzten 8.
| Pos. | Spieler            | Partien | Partien | Partien | Frames | Frames | Frames | Höchstes Break | Punkte |
| Pos. | Spieler            | G       | U       | V       | G      | V      | ±      | Höchstes Break | Punkte |
| ---- | ------------------ | ------- | ------- | ------- | ------ | ------ | ------ | -------------- | ------ |
| 1    | Scott Donaldson    | 2       | 1       | 0       | 8      | 3      | +5     | 106            | 7      |
| 2    | Fan Zhengyi        | 1       | 2       | 0       | 7      | 4      | +3     | 73             | 5      |
| 3    | Thepchaiya Un-Nooh | 1       | 1       | 1       | 5      | 6      | −1     | 101            | 4      |
| 4    | Chris Wakelin      | 0       | 0       | 3       | 2      | 9      | −7     | 53             | 0      |

Einzelergebnisse
| Spiel | Spieler 1          | Ergebnis | Spieler 2          |
| ----- | ------------------ | -------- | ------------------ |
| 1     | Chris Wakelin      | 31:31    | Scott Donaldson    |
| 2     | Thepchaiya Un-Nooh | 2:2      | Fan Zhengyi        |
| 3     | Thepchaiya Un-Nooh | 30:30    | Scott Donaldson    |
| 4     | Chris Wakelin      | 30:30    | Fan Zhengyi        |
| 5     | Fan Zhengyi        | 2:2      | Scott Donaldson    |
| 6     | Chris Wakelin      | 31:31    | Thepchaiya Un-Nooh |

Gruppe B
Die Spiele der Gruppe B fanden am 28. Juni statt. Obwohl sie in der Rangliste nahe beieinander lagen, besiegte David Gilbert Stuart Bingham klar mit 3:0 und hatte keine Mühe sich mit 3 Siegen für die Schlussrunde zu qualifizieren.
| Pos. | Spieler        | Partien | Partien | Partien | Frames | Frames | Frames | Höchstes Break | Punkte |
| Pos. | Spieler        | G       | U       | V       | G      | V      | ±      | Höchstes Break | Punkte |
| ---- | -------------- | ------- | ------- | ------- | ------ | ------ | ------ | -------------- | ------ |
| 1    | David Gilbert  | 3       | 0       | 0       | 9      | 2      | +7     | 132            | 9      |
| 2    | Stuart Bingham | 1       | 1       | 1       | 5      | 6      | −1     | 141            | 4      |
| 3    | He Guoqiang    | 1       | 0       | 2       | 5      | 7      | −2     | 124            | 3      |
| 4    | Ashley Carty   | 0       | 1       | 2       | 4      | 8      | −4     | 130            | 1      |

Einzelergebnisse
| Spiel | Spieler 1      | Ergebnis | Spieler 2      |
| ----- | -------------- | -------- | -------------- |
| 1     | David Gilbert  | 13:13    | Ashley Carty   |
| 2     | Stuart Bingham | 13:13    | He Guoqiang    |
| 3     | Stuart Bingham | 2:2      | Ashley Carty   |
| 4     | David Gilbert  | 13:13    | He Guoqiang    |
| 5     | He Guoqiang    | 13:13    | Ashley Carty   |
| 6     | David Gilbert  | 03:03    | Stuart Bingham |

Gruppe C
Die Spiele der Gruppe C fanden am 28. Juni statt. Drei Spieler lagen am Ende nach Punkten gleichauf, weil sie sich reihum geschlagen hatten. Weil er aber bei seiner Niederlage einen Frame gewonnen hatte, gewann Außenseiter Long Zehuang aufgrund des Frameverhältnisses die Gruppe.
| Pos. | Spieler        | Partien | Partien | Partien | Frames | Frames | Frames | Höchstes Break | Punkte |
| Pos. | Spieler        | G       | U       | V       | G      | V      | ±      | Höchstes Break | Punkte |
| ---- | -------------- | ------- | ------- | ------- | ------ | ------ | ------ | -------------- | ------ |
| 1    | Long Zehuang   | 2       | 0       | 1       | 7      | 3      | +4     | 77             | 6      |
| 2    | Hossein Vafaei | 2       | 0       | 1       | 6      | 4      | +2     | 129            | 6      |
| 3    | Shaun Murphy   | 2       | 0       | 1       | 6      | 4      | +2     | 84             | 6      |
| 4    | Jamie Jones    | 0       | 0       | 3       | 1      | 9      | −8     | 61             | 0      |

Einzelergebnisse
| Spiel | Spieler 1      | Ergebnis | Spieler 2      |
| ----- | -------------- | -------- | -------------- |
| 1     | Shaun Murphy   | 13:13    | Long Zehuang   |
| 2     | Hossein Vafaei | 13:13    | Jamie Jones    |
| 3     | Hossein Vafaei | 30:30    | Long Zehuang   |
| 4     | Shaun Murphy   | 03:03    | Jamie Jones    |
| 5     | Jamie Jones    | 30:30    | Long Zehuang   |
| 6     | Shaun Murphy   | 30:30    | Hossein Vafaei |

Gruppe D
Die Spiele der Gruppe D fanden am 1. Juli statt. Nach 2 Partien jedes Spielers war noch alles offen, das 3:0 von Mark Williams im letzten Spiel gegen Si Jiahui gab den Ausschlag dafür, dass der Favorit die Finalgruppe erreichte.
| Pos. | Spieler           | Partien | Partien | Partien | Frames | Frames | Frames | Höchstes Break | Punkte |
| Pos. | Spieler           | G       | U       | V       | G      | V      | ±      | Höchstes Break | Punkte |
| ---- | ----------------- | ------- | ------- | ------- | ------ | ------ | ------ | -------------- | ------ |
| 1    | Mark Williams     | 1       | 2       | 0       | 7      | 4      | +3     | 130            | 5      |
| 2    | Ben Woollaston    | 1       | 2       | 0       | 7      | 5      | +2     | 82             | 5      |
| 3    | Stuart Carrington | 0       | 2       | 1       | 5      | 7      | −2     | 77             | 2      |
| 4    | Si Jiahui         | 0       | 2       | 1       | 4      | 7      | −3     | 91             | 2      |

Einzelergebnisse
| Spiel | Spieler 1      | Ergebnis | Spieler 2         |
| ----- | -------------- | -------- | ----------------- |
| 1     | Mark Williams  | 2:2      | Stuart Carrington |
| 2     | Si Jiahui      | 2:2      | Ben Woollaston    |
| 3     | Si Jiahui      | 2:2      | Stuart Carrington |
| 4     | Mark Williams  | 2:2      | Ben Woollaston    |
| 5     | Ben Woollaston | 13:13    | Stuart Carrington |
| 6     | Mark Williams  | 03:03    | Si Jiahui         |

Gruppe E
Die Spiele der Gruppe E fanden am 29. Juni statt. Neil Robertson sagte seine Teilnahme vorher ab, deshalb wurde vereinbart, dass die drei verbleibenden Spieler zweimal gegeneinander spielen, um auf 6 Matches zu kommen. Die letzte Partie entschied die Gruppe zugunsten von Ali Carter, dem bereits ein Unentschieden gereicht hätte, der aber am Ende mit dem Lochen einer re-spotted black mit 3:1 gewann.
| Pos. | Spieler        | Partien          | Partien          | Partien          | Frames           | Frames           | Frames           | Höchstes Break   | Punkte           |
| Pos. | Spieler        | G                | U                | V                | G                | V                | ±                | Höchstes Break   | Punkte           |
| ---- | -------------- | ---------------- | ---------------- | ---------------- | ---------------- | ---------------- | ---------------- | ---------------- | ---------------- |
| 1    | Ali Carter     | 2                | 2                | 0                | 10               | 6                | +4               | 130              | 8                |
| 2    | Wu Yize        | 1                | 2                | 1                | 7                | 7                | ±0               | 98               | 5                |
| 3    | Jack Lisowski  | 1                | 0                | 3                | 5                | 9                | −4               | 111              | 3                |
| –    | Neil Robertson | nicht angetreten | nicht angetreten | nicht angetreten | nicht angetreten | nicht angetreten | nicht angetreten | nicht angetreten | nicht angetreten |

Einzelergebnisse
| Spiel | Spieler 1     | Ergebnis | Spieler 2     |
| ----- | ------------- | -------- | ------------- |
| 1     | Ali Carter    | 2:2      | Wu Yize       |
| 2     | Jack Lisowski | 30:30    | Wu Yize       |
| 3     | Ali Carter    | 13:13    | Jack Lisowski |
| 4     | Ali Carter    | 2:2      | Wu Yize       |
| 5     | Jack Lisowski | 03:03    | Wu Yize       |
| 6     | Ali Carter    | 13:13    | Jack Lisowski |

Gruppe F
Die Spiele der Gruppe F fanden am 2. Juli statt. Favorit Gary Wilson gewann zwar sein Auftaktspiel gegen David Lilley, versäumte es dann aber den Sieg sicherzustellen. Außenseiter Lilley gewann danach überraschend beide verbleibende Partien und wurde Erster.
| Pos. | Spieler      | Partien | Partien | Partien | Frames | Frames | Frames | Höchstes Break | Punkte |
| Pos. | Spieler      | G       | U       | V       | G      | V      | ±      | Höchstes Break | Punkte |
| ---- | ------------ | ------- | ------- | ------- | ------ | ------ | ------ | -------------- | ------ |
| 1    | David Lilley | 2       | 0       | 1       | 7      | 4      | +3     | 131            | 6      |
| 2    | Gary Wilson  | 1       | 2       | 0       | 7      | 5      | +2     | 114            | 5      |
| 3    | Ryan Day     | 1       | 1       | 1       | 6      | 6      | ±0     | 124            | 4      |
| 4    | Joe O’Connor | 0       | 1       | 2       | 3      | 8      | −5     | 70             | 1      |

Einzelergebnisse
| Spiel | Spieler 1    | Ergebnis | Spieler 2    |
| ----- | ------------ | -------- | ------------ |
| 1     | Gary Wilson  | 13:13    | David Lilley |
| 2     | Ryan Day     | 13:13    | Joe O’Connor |
| 3     | Ryan Day     | 31:31    | David Lilley |
| 4     | Gary Wilson  | 2:2      | Joe O’Connor |
| 5     | Joe O’Connor | 30:30    | David Lilley |
| 6     | Gary Wilson  | 2:2      | Ryan Day     |

Gruppe G
Die Spiele der Gruppe G fanden am 2. Juli statt. In der einzigen Zweitrundengruppe ohne Top-32-Spieler gewann mit Jackson Page der bestplatzierte Spieler, weil er sich nach einem Unentschieden zum Auftakt keine Blöße mehr gab.
| Pos. | Spieler               | Partien | Partien | Partien | Frames | Frames | Frames | Höchstes Break | Punkte |
| Pos. | Spieler               | G       | U       | V       | G      | V      | ±      | Höchstes Break | Punkte |
| ---- | --------------------- | ------- | ------- | ------- | ------ | ------ | ------ | -------------- | ------ |
| 1    | Jackson Page          | 2       | 1       | 0       | 8      | 3      | +5     | 89             | 7      |
| 2    | Alexander Ursenbacher | 2       | 0       | 1       | 7      | 5      | +2     | 79             | 6      |
| 3    | Robbie McGuigan       | 1       | 1       | 1       | 6      | 5      | +1     | 51             | 4      |
| 4    | Michael White         | 0       | 0       | 3       | 1      | 9      | −8     | 75             | 0      |

Einzelergebnisse
| Spiel | Spieler 1             | Ergebnis | Spieler 2             |
| ----- | --------------------- | -------- | --------------------- |
| 1     | Jackson Page          | 2:2      | Robbie McGuigan       |
| 2     | Michael White         | 31:31    | Alexander Ursenbacher |
| 3     | Michael White         | 30:30    | Robbie McGuigan       |
| 4     | Jackson Page          | 13:13    | Alexander Ursenbacher |
| 5     | Alexander Ursenbacher | 13:13    | Robbie McGuigan       |
| 6     | Jackson Page          | 03:03    | Michael White         |

Gruppe H
Die Spiele der Gruppe H fanden am 1. Juli statt. WM-Finalist Jak Jones konnte keine Partie gewinnen, es gab überhaupt nur einen Sieg. Der gelang Außenseiter Martin O’Donnell, der damit unter die Letzten 8 vorrückte.
| Pos. | Spieler          | Partien | Partien | Partien | Frames | Frames | Frames | Höchstes Break | Punkte |
| Pos. | Spieler          | G       | U       | V       | G      | V      | ±      | Höchstes Break | Punkte |
| ---- | ---------------- | ------- | ------- | ------- | ------ | ------ | ------ | -------------- | ------ |
| 1    | Martin O’Donnell | 1       | 2       | 0       | 7      | 5      | +2     | 138            | 5      |
| 2    | Jak Jones        | 0       | 3       | 0       | 6      | 6      | ±0     | 129            | 3      |
| 3    | Matthew Stevens  | 0       | 3       | 0       | 6      | 6      | ±0     | 93             | 3      |
| 4    | Ma Hailong       | 0       | 2       | 1       | 5      | 7      | −2     | 96             | 2      |

Einzelergebnisse
| Spiel | Spieler 1        | Ergebnis | Spieler 2        |
| ----- | ---------------- | -------- | ---------------- |
| 1     | Jak Jones        | 2:2      | Ma Hailong       |
| 2     | Matthew Stevens  | 2:2      | Martin O’Donnell |
| 3     | Matthew Stevens  | 2:2      | Ma Hailong       |
| 4     | Jak Jones        | 2:2      | Martin O’Donnell |
| 6     | Martin O’Donnell | 13:13    | Ma Hailong       |
| 5     | Jak Jones        | 2:2      | Matthew Stevens  |

### Endrunde
Die 8 Gruppensieger der Zwischenrunde wurden in zwei Gruppen aufgeteilt. Im Modus Jeder gegen jeden wurden an parallelen Tischen die beiden Gruppensieger ermittelt, die dann das Finalmatch austrugen. Die Spiele fanden alle am 3. Juli statt.
Alle Gruppenspiele wurden im Modus Best of 4 ausgetragen.
Gruppe 1
Die Spiele der Endrundengruppe 1 fanden am 3. Juli statt. Die beiden Favoriten Mark Williams und Ali Carter, Nummer 9 und 10 der Weltrangliste, gewannen zum Auftakt, schwächelten aber in ihren zweiten Partien. Der direkte Vergleich entschied schließlich über den Finaleinzug und den schaffte Carter mit einem 3:1-Sieg.
| Pos. | Spieler          | Partien | Partien | Partien | Frames | Frames | Frames | Höchstes Break | Punkte |
| Pos. | Spieler          | G       | U       | V       | G      | V      | ±      | Höchstes Break | Punkte |
| ---- | ---------------- | ------- | ------- | ------- | ------ | ------ | ------ | -------------- | ------ |
| 1    | Ali Carter       | 2       | 1       | 0       | 8      | 3      | +5     | 118            | 7      |
| 2    | Scott Donaldson  | 2       | 0       | 1       | 6      | 5      | +1     | 79             | 6      |
| 3    | Mark Williams    | 1       | 0       | 2       | 5      | 6      | −1     | 139            | 3      |
| 4    | Martin O’Donnell | 0       | 1       | 2       | 3      | 8      | −5     | 99             | 1      |

Einzelergebnisse
| Spiel | Spieler 1       | Ergebnis | Spieler 2        |
| ----- | --------------- | -------- | ---------------- |
| 1     | Mark Williams   | 03:03    | Martin O’Donnell |
| 2     | Ali Carter      | 03:03    | Scott Donaldson  |
| 3     | Ali Carter      | 2:2      | Martin O’Donnell |
| 4     | Mark Williams   | 31:31    | Scott Donaldson  |
| 5     | Scott Donaldson | 13:13    | Martin O’Donnell |
| 6     | Mark Williams   | 31:31    | Ali Carter       |

Gruppe 2
Die Spiele der Endrundengruppe 2 fanden am 3. Juli statt. Favorit David Gilbert konnte sich in den ersten beiden Spielen keinen Vorteil verschaffen, vielmehr gab er einen Frame zu viel ab. Deshalb genügte Jackson Page das Unentschieden gegen ihn im letzten Spiel für den ersten Finaleinzug seiner Karriere.
| Pos. | Spieler       | Partien | Partien | Partien | Frames | Frames | Frames | Höchstes Break | Punkte |
| Pos. | Spieler       | G       | U       | V       | G      | V      | ±      | Höchstes Break | Punkte |
| ---- | ------------- | ------- | ------- | ------- | ------ | ------ | ------ | -------------- | ------ |
| 1    | Jackson Page  | 1       | 2       | 0       | 7      | 4      | +3     | 75             | 5      |
| 2    | David Gilbert | 1       | 2       | 0       | 7      | 5      | +2     | 135            | 5      |
| 3    | Long Zehuang  | 0       | 3       | 0       | 6      | 6      | 0      | 134            | 3      |
| 4    | David Lilley  | 0       | 1       | 2       | 3      | 8      | −5     | 91             | 1      |

Einzelergebnisse
| Spiel | Spieler 1     | Ergebnis | Spieler 2    |
| ----- | ------------- | -------- | ------------ |
| 1     | David Gilbert | 2:2      | Long Zehuang |
| 2     | Jackson Page  | 03:03    | David Lilley |
| 3     | Jackson Page  | 2:2      | Long Zehuang |
| 4     | David Gilbert | 13:13    | David Lilley |
| 5     | David Lilley  | 2:2      | Long Zehuang |
| 6     | David Gilbert | 2:2      | Jackson Page |

### Finale
Ali Carter und Jackson Page bestritten als Sieger der beiden Endrundengruppen am 3. Juli das Turnierfinale. Da das Endspiel anders als die Gruppenspiele einen Sieger brauchte, wurde das Match im Modus Best of 5 gespielt.
| Finale: Best of 5 Frames Schiedsrichter/in: Marcel Eckardt Mattioli Arena, Leicester, England, 3. Juli 2024 |                |              |
| Ali Carter                                                                                                  | 3:1            | Jackson Page |
| 116:18 (116), 0:83 (83), 96:0 (96), 79:0 (50)                                                               |                |              |
| 116 | Höchstes Break | 83           |
| 1 | Century-Breaks | –            |
| 3 | 50+-Breaks     | 1            |

## Century-Breaks
95 Mal wurde im Turnier bei einem Break die Marke von 100 Punkten erreicht oder übertroffen. 55 Spielern gelang mindestens ein Century-Break. Das höchste Break mit 142 Punkten spielte Wu Yize in der ersten Runde in seinem abschließenden Spiel gegen Ross Muir.
| Wu Yize               | 142                     |
| Stuart Bingham        | 141, 110                |
| Mark Williams         | 139, 130, 115, 112, 101 |
| Martin O’Donnell      | 138, 133                |
| Jack Lisowski         | 138, 127, 111, 106      |
| Daniel Wells          | 138                     |
| Ishpreet Singh Chadha | 137                     |
| David Gilbert         | 136, 135, 132, 108, 105 |
| Long Zehuang          | 134, 101                |
| Chris Totten          | 132, 101                |
| Yuan Sijun            | 132                     |
| Xu Si                 | 131, 103                |
| David Lilley          | 131                     |
| Ali Carter            | 130, 120, 118, 116      |
| Ashley Carty          | 130, 106, 103           |
| Joe O’Connor          | 130, 105                |
| Duane Jones           | 130                     |
| Jak Jones             | 129, 125, 104           |
| Hossein Vafaei        | 129                     |
| Robbie Williams       | 129                     |
| Gong Chenzhi          | 128, 101                |
| Jackson Page          | 127, 116                |
| Xing Zihao            | 127                     |
| Kyren Wilson          | 126, 119, 111           |
| Ryan Day              | 125, 124                |
| He Guoqiang           | 124, 118                |
| Jamie Jones           | 124                     |
| Michael White         | 122                     |

| Fan Zhengyi           | 121, 113      |
| Alexander Ursenbacher | 121           |
| Andrew Higginson      | 121           |
| Ricky Walden          | 121           |
| John Higgins          | 120           |
| Matthew Selt          | 119, 110, 102 |
| Huang Jiahao          | 119           |
| Ian Burns             | 116, 113      |
| Julien Leclercq       | 116           |
| Gary Wilson           | 114, 106      |
| Rory Thor             | 113           |
| Ma Hailong            | 111, 103      |
| Stephen Maguire       | 111           |
| Peter Lines           | 110           |
| Hamim Hussain         | 108, 100      |
| Iulian Boiko          | 107           |
| Cheung Ka Wai         | 107           |
| Mark Joyce            | 107           |
| Stuart Carrington     | 107           |
| Zhou Yuelong          | 107           |
| Thepchaiya Un-Nooh    | 106, 104, 101 |
| Scott Donaldson       | 106, 101      |
| Graeme Dott           | 106           |
| Elliot Slessor        | 106           |
| Liam Pullen           | 104           |
| Andrew Pagett         | 100           |
| Shaun Murphy          | 100           |